# Magnesia Litera 2017
Magnesia Litera 2017 je 16. ročník cen Magnesia Litera.

## Ceny a nominace

### Kniha roku
- Bianca Bellová: Jezero

### Litera za prózu
- Marek Šindelka: Únava materiálu
- Bianca Bellová: Jezero
- Zuzana Brabcová: Voliéry
- Aleš Palán: Ratajský les
- Michal Přibáň: Všechno je jenom dvakrát
- Ladislav Šerý: Nikdy nebylo líp

### Litera za poezii
- Milan Ohnisko: Světlo v ráně
- Tomáš Gabriel: Obvyklé hrdinství
- Vít Janota: Víkend v jakémsi Švýcarsku

### Litera za knihu pro děti a mládež
- Tomáš Končinský, Barbora Klárová: Překlep a Škraloup
- Ivona Březinová: Řvi potichu, brácho
- Tereza Vostradovská: Hravouka

### Litera za literaturu faktu
- Petr Roubal: Československé spartakiády
- Iva Knobloch, Radim Vondráček (eds.): Design v českých zemích 1900-2000
- Petr Pokorný (ed.): Afrika zevnitř – kontinentem sucha a věčných proměn

### Litera za nakladatelský čin
- Adam Chroust: Miloslav Stingl – Biografie cestovatelské legendy
- Jarmila Doležalová, Štěpán Doležal: Osud jménem Ležáky
- Ondřej Müller, Rostislav Walica: Dobrodružný svět Zdeňka Buriana

### Litera za překladovou knihu
- Sara Baume: Jasno lepo podstín zhyna (z angličtiny přeložila Alice Hyrmanová McElveen)
- Dola de Jongová: Pole je tento svět (z nizozemštiny přeložila Magda de Bruin Hüblová)
- Hédi Kaddour: Protější břehy (z francouzštiny přeložil Tomáš Havel)

### Litera za publicistiku
- Kateřina Šedá a další: Brnox
- Ondřej Kundra: Putinovi agenti
- Terezie Pokorná, Edita Onuferová (eds.): RR rozhovory

### DILIA Litera pro objev roku
- Ondřej Nezbeda: Průvodce smrtelníka
- Zuzana Kultánová: Augustin Zimmermann
- Jan Škrob: Pod dlažbou

### Blog roku
- KKRD Boys: Brblanina (kkrdboys.cz)
- Jaroslav Erik Frič: Pasáže (usiavitr.cz)
- Jiří Charvát: I write (iwrite.cz)
- Felix Kulpa: Tisíckráte (tisickrate.cz)
- Martin Selner: Autismus & Chardonnay (selner84.blogspot.cz)
- Vladimír Socha: DinosaurusBlog (dinosaurusblog.com)

### Kosmas Cena čtenářů
- Markéta Zahradníková, Zbigniew Czendlik: Postel hospoda kostel